# Стилидиевые
Стили́диевые (лат. Stylidiáceae) — семейство двудольных трав и полукустарников порядка Астроцветные, или Сростнопыльниковые.
Представители семейства произрастают большей частью во внетропических регионах Австралии, встречаются на Тасмании, в Новой Зеландии, Новой Гвинеи, Южной и Юго-Восточной Азии, в Южной Америке на Огненной Земле.    
Листья простые, узкие, у многих очень мелкие, чешуйчатые.
Цветки белые или розоватые, собраны кистями или одиночные, слегка неправильные у большинства.

## Таксономия
Синонимы: 
- Кандоллиевые (Candolleaceae F.Muell., nom. illeg.);
- Донациевые (Donatiaceae B.Chandler, nom. cons.).

## Роды
Шесть родов; большинство из Австралии и прилегающих островов, немногие — из тропической Азии.
- Donatia J.R.Forst. & G.Forst. — Донатия
- Forstera L.f. — Форстера
- Levenhookia R.Br. — Левенхукия
- Oreostylidium Berggr. — Ореостилидиум
- Phyllachne J.R.Forst. & G.Forst. — Филлахне
- Stylidium Sw. ex Willd. typus — Стилидиум [syn.  Candollea Labill. — Кандоллея]